# Амаан (стадион)
Амаан (англ. Amaan Stadium) — стадион на Занзибаре (Танзания), который вмещает 15 000 человек.

## История

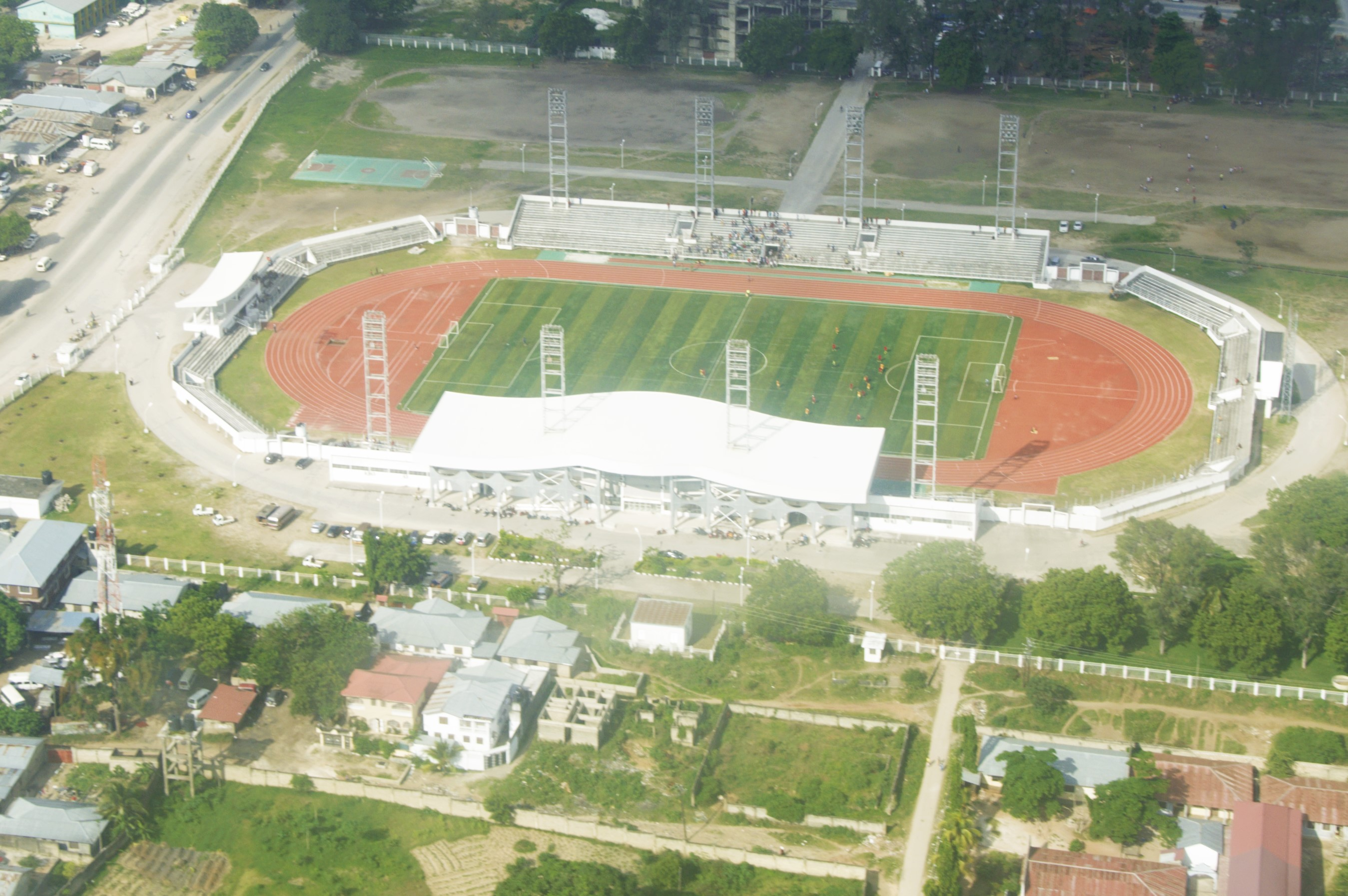
Стадион с высоты птичьего полёта

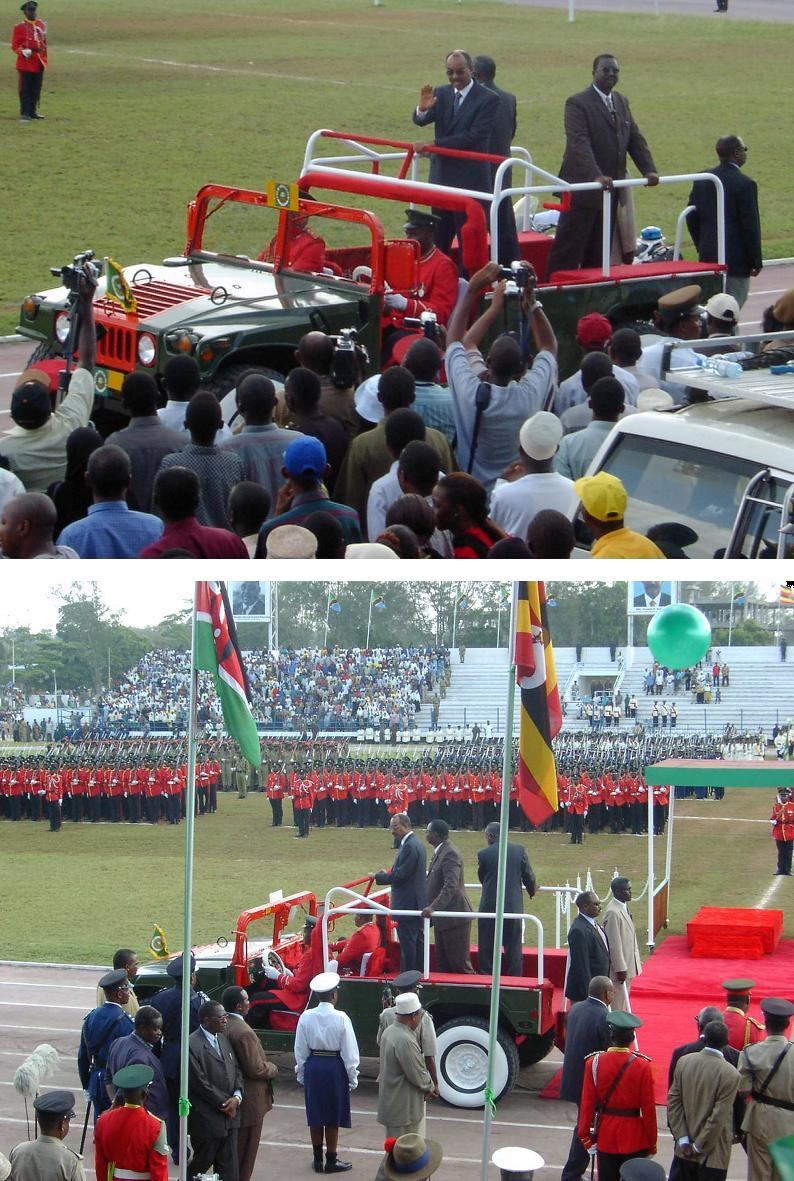
Празднование 40-летия «Дня революции»

Стадион был построен при помощи правительства Китайской Народной Республики и открыт в 1970 году. Первый проект Китая по строительству стадионов в Африке, который ознаменовал начало стадионной дипломатии на протяжении десятилетий.
На стадионе 5 февраля 1977 года состоялась церемония объединения «партии Афро-Ширази» и «Африканского национального союза Танганьики» в «Чама Ча Мапиндузи». Флаги соответствующих партий поднимались и опускались в последний раз, а затем поднялся флаг «Чама Ча Мапиндузи». 8 ноября 2000 года Амани Абейд Каруме был приведен к присяге на этом стадионе в качестве президента Занзибара.
Затем стадион был отремонтирован при финансовой помощи Китая и вновь открылся в 2010 году.
Ежегодное празднование «Дня революции» на национальном уровне проводится на стадионе 12 января. В 2023 году был проведен косметический ремонт стадиона в рамках подготовки к празднованию 60-летия «Дня революции».